# Ivan Neville

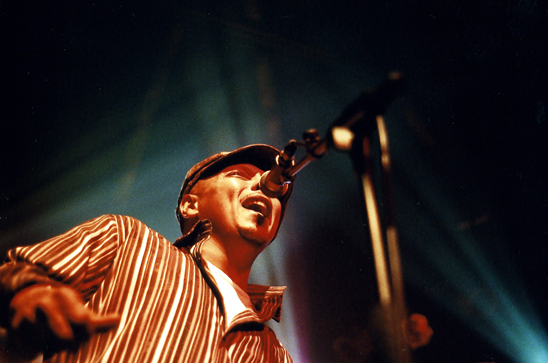
Ivan Neville beim Bourbon Street Festival (2005)

Ivan Neville (* 19. August 1959 in New Orleans) ist ein US-amerikanischer Sänger, Multiinstrumentalist (u. a. Keyboard) und Songwriter des Rhythm & Blues und Rock.

## Leben und Karriere
Ivan ist der Sohn von Aaron Neville. Er spielte auf einigen der Solo-Alben seines Vaters und mit anderen Mitgliedern der Neville Brothers.
Ivan Neville veröffentlichte mehrere Solo-Alben, darunter sein Debütalbum If my anchestors could see me now (Polydor 1988) mit dem Billboard Top 40 Hit Not just another girl.
Er spielte unter anderem mit Paula Abdul, Don Henley, Robbie Robertson, Rufus und Delbert McClinton und war Mitglied der Spin Doctors (um 2000, auf dem Album Here comes the bride). 1985 bis 1987 war er Teil der Band von Bonnie Raitt. Er spielte Keyboard auf zwei Alben der Rolling Stones (Dirty Work 1986, Voodoo Lounge) und war Mitglied der Solo-Band X-Pensive Winos von Keith Richards, auf dessen Solo-Debütalbum Talk is Cheap (1988) er spielte und mit dem er tourte.
2003 gründete er für das New Orleans Jazz & Heritage Festival die Funk-Band Dumpstaphunk. Sie spielten 2007 mit B. B. King auf einem Tribute-Album für Fats Domino. 2010 erschien ihr Album Everybody wants Sum.
Ivan Neville war Mitorganisator eines Benefiz-Albums Sing me back home nach dem Hurrican Katrina und spielte in mehreren Benefiz-Konzerten.

## Diskografie

### Studioalben
| Jahr | Titel                            | Höchstplatzierung, Gesamtwochen, AuszeichnungChartsChartplatzierungen (Jahr, Titel, Platzierungen, Wochen, Auszeichnungen, Anmerkungen) | Anmerkungen                         |
| Jahr | Titel                            | US | Anmerkungen                         |
| ---- | -------------------------------- | --- | ----------------------------------- |
| 1988 | If My Ancestors Could See Me Now | US107 (23 Wo.)US | Erstveröffentlichung: November 1988 |

Weitere Veröffentlichungen
- 1994: Thanks
- 2002: Saturday Morning Music
- 2004: Scrape

### Singles
| Jahr | Titel Album                                            | Höchstplatzierung, Gesamtwochen, AuszeichnungChartsChartplatzierungen (Jahr, Titel, Album, Platzierungen, Wochen, Auszeichnungen, Anmerkungen) | Anmerkungen                          |
| Jahr | Titel Album                                            | US | Anmerkungen                          |
| ---- | ------------------------------------------------------ | --- | ------------------------------------ |
| 1988 | Not Just Another Girl If My Ancestors Could See Me Now | US26 (19 Wo.)US | Erstveröffentlichung: September 1988 |
| 1988 | Falling Out Of Love If My Ancestors Could See Me Now   | US91 (3 Wo.)US | Erstveröffentlichung: Dezember 1988  |